# Distretto di Salgótarján
Il distretto di Salgótarján (in ungherese Salgótarjáni járás) è un distretto dell'Ungheria, situato nella provincia di Nógrád.